# Erwin Geisler
Erwin Geisler (* 15. November 1939 in Hirschberg, Niederschlesien, Deutsches Reich) ist ein deutscher Schauspieler bei Bühne und Fernsehen.

## Leben und Wirken
Der gebürtige Schlesier erhielt seine künstlerische Ausbildung bei Ruth von Zerboni in München und bei Lilly Ackermann. Anschließend, seit den frühen 1960er Jahren, nahm er Engagements an, die ihn nach München, Ingolstadt, Esslingen, Pforzheim, Hof, Feuchtwangen und Luzern führten. Außerdem arbeitete Geisler auch für den Hörfunk. Seit 1961 wirkte er außerdem intensiv für das Fernsehen, kam dort aber nur selten über kleine Rollen hinaus.

## Filmografie
- 1961–62: Unternehmen Kummerkasten (Fernsehserie, 15 Folgen)
- 1964: Der doppelte Nikolaus
- 1965: Kommissar Freytag (Fernsehserie, eine Folge)
- 1966: Zehn Prozent
- 1968: Bel Ami
- 1968: Der deutsche Meister
- 1969: Der Fall Liebknecht-Luxemburg
- 1969: Epitaph für einen König
- 1971: Tatort: Auf offener Straße
- 1976: Winnetou I und II
- 1976: Inspektion Lauenstadt (Fernsehserie) – Erster Klasse nach Lauenstadt
- 1977: Der schwarze Mustang
- 1982: Rom ist in der kleinsten Hütte
- 1990–98: Lindenstraße (Fernsehserie, drei Folgen)
- 1994–96: Familie Heinz Becker (Fernsehserie, zwei Folgen)
- 1996: Das verletzte Lächeln
- 1994, 1998: Die Wache (Fernsehserie, drei Folgen)
- 1997, 1999: Verbotene Liebe (Fernsehserie, fünf Folgen)
- 2000: Nesthocker – Familie zu verschenken (Fernsehserie, eine Folge)
- 2007: Die Familienanwältin (Fernsehserie, eine Folge)
- 2008: 112 – Sie retten dein Leben (Fernsehserie, eine Folge)
- 2010: Ein Tick anders
- 2018: Lisa und der Maler
- 2019: Winter Days
- 2020: Der Staatsanwalt
- 2021: Rote Rosen

## Auszeichnungen und Nominierungen
- 2018 Max Ophüls Festival - Kurzfilm-Wettbewerb - EVERYDAY
- 2018 Shortlist Werbefestivals AICP in New York - WITHOUT YOU
- 2018 Finalist Award beim Golden Award of Montreux für WITHOUT YOU